# Callipepla douglasii
Callipepla douglasii е вид птица от семейство Odontophoridae.

## Разпространение
Видът е разпространен в Мексико.